# Hawker Cygnet

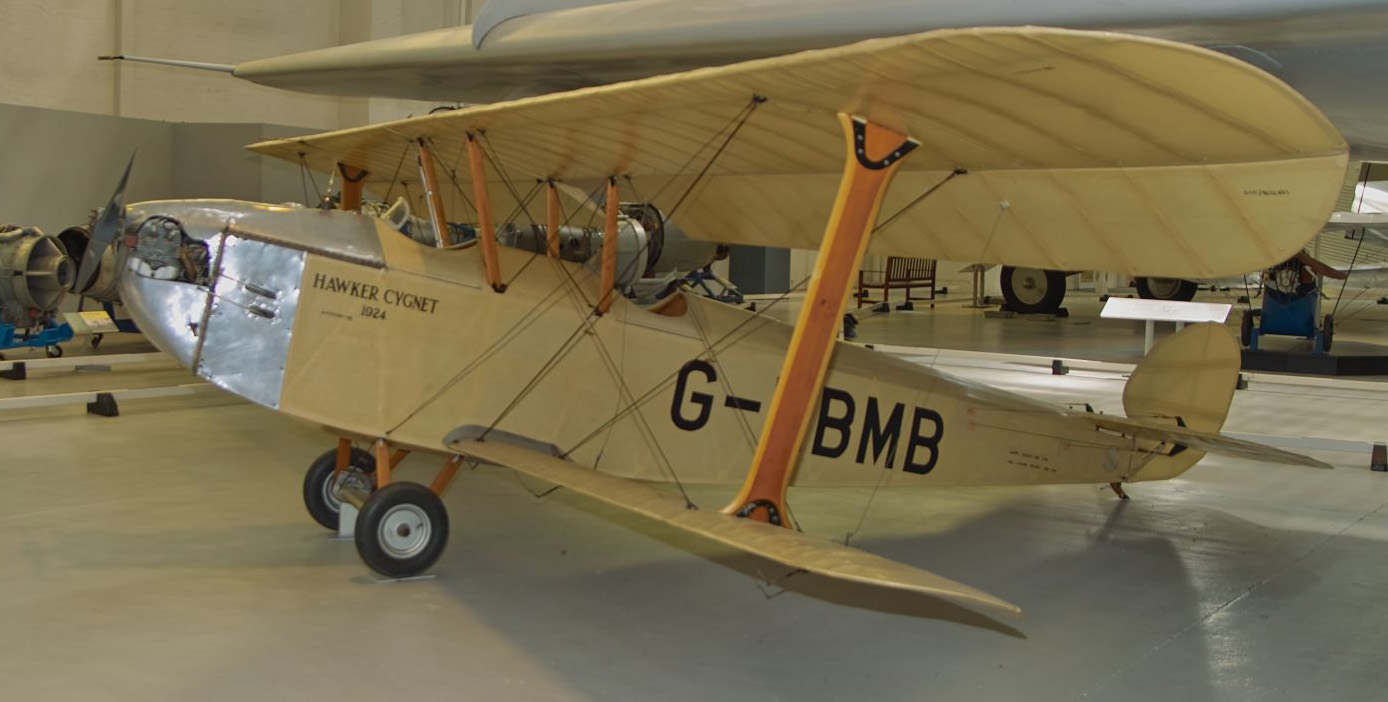
G-EBMB im RAF-Museum Cosford

Die Hawker Cygnet war ein Doppeldecker-Leichtflugzeug des britischen Herstellers Hawker Engineering aus den 1920er-Jahren.

## Geschichte
Sidney Camm, der 1923 in die H. G. Hawker Engineering Company eingetreten war, konstruierte die Cygnet als seine erste Arbeit bei dem neuen Arbeitgeber. Der Chefkonstrukteur von Hawker George Carter überwachte die Entwurfsarbeiten und gab für Camm die Maxime vor, sich an der Sopwith Tabloid und deren Flugleistungen zu orientieren, das Gewicht und die Motorleistung aber um 50 % geringer zu halten. Das Air Ministry kündigte am 10. Januar 1924 an, dass es einen Preis von 3000 engl. Pfund für einen Wettbewerb von zweisitzigen Leichtflugzeugen auslobe. Die Motoren durften einen maximalen Hubraum von 1100 cm³ besitzen. Daraufhin begann eine Reihe von Firmen damit, entsprechende Wettbewerbsflugzeuge zu entwickeln.
Hawker kündigte einige Wochen vor dem Wettbewerbstermin im August 1924 zwei Cygnets als seinen Beitrag an. Hawker konnte bei der Entwicklung auf die lange Erfahrung mit dem Vorgängerunternehmen Sopwith, bezüglich des Baus von leichten Jagdflugzeugen, zurückgreifen. Die schließlich gebaute Maschine wog bei einer Spannweite von 8,54 m lediglich 170 kg.
Bei dem Wettbewerb in Lympne trat die Anzani-angetriebene Maschine mit der Startnummer 14 und dem Piloten Fred Raynham an. Die andere Cygnet mit der Startnummer 15 und dem Scorpion-Motor wurde von Squadron Leader Longton geflogen. Bei den ersten Flügen trat eine Reihe von Problemen mit beiden Motoren auf; so musste ein Zylinderkopf und in einem anderen Fall mehrere Ventile ersetzt werden. Trotzdem erreichten Raynham und Longton den dritten bzw. vierten Platz. Raynham gewann darüber hinaus 100 Pfund für die besten Start- und Landeleistungen. Die Leistungen beim Wettbewerb in Lympne waren folgendermaßen:
- Nr. 14: (Longton), erreichte Minimalgeschwindigkeit: 43,95 mph, Startstrecke: 269 yd., Landestrecke: 66,7 yd., Flugdauer: 8 Std., Strecke: 400 mi
- Nr. 15: (Raynham), erreichte Minimalgeschwindigkeit: 34,42 mph, Startstrecke: 250 yd., Landestrecke: 72,5 yd., Flugdauer:10 Std. 29 min., Strecke: 437,5 mi

Nach dem Lympne-Wettbewerb nahmen beide Flugzeuge am Grosvenor Challenge Race teil, wo sie aber bereits in der Anfangsphase des Rennens aufgeben mussten. Das Directorate of Technical Development gab danach einen Bericht heraus, in dem die Cygnet jedoch überwiegend positiv beurteilt wurde. Lediglich die zu geringe Bodenfreiheit des niedrigen Fahrwerks wurde beanstandet, hinzu kam die Feststellung, dass die Konstruktion für den harten Schulungsbetrieb nicht robust genug sei.
Beide Maschinen erhielten kurz nach dem Vergleichsfliegen zivile Kennzeichen, Nr. 14 erhielt G-EBJH und Nr. 15 G-EBMB. Trotz der Schwierigkeiten mit dem Anzani-Motor trat die G-EBJH im August 1925 wieder beim Lympne-Meeting an, wobei der Pilot P.W.S. Bulman das International Handicap Race mit einer Durchschnittsgeschwindigkeit über 100 mi von 75,6 mph gewinnen konnte.
Für das im September 1926 stattfindende Lympne Lightplane Meeting erhielten beide Flugzeuge den erprobten Bristol-Cherub-III-Motor. Die Antriebsprobleme konnten damit behoben werden, sodass über eine Strecke von 1994 mi bei einer Gesamtflugzeit von 30 Stunden 41 Minuten ein Durchschnitt von 64,9 mph erreicht werden konnte und mit dem Piloten Bulman der Daily Mail-Preis über 3000 Pfund gewonnen wurde. Nach dem Wettbewerb zerlegte man die Maschine vor Publikum und konnte damit zeigen, dass keine wichtigen Teile ersetzt oder repariert werden mussten.

## Verbleib

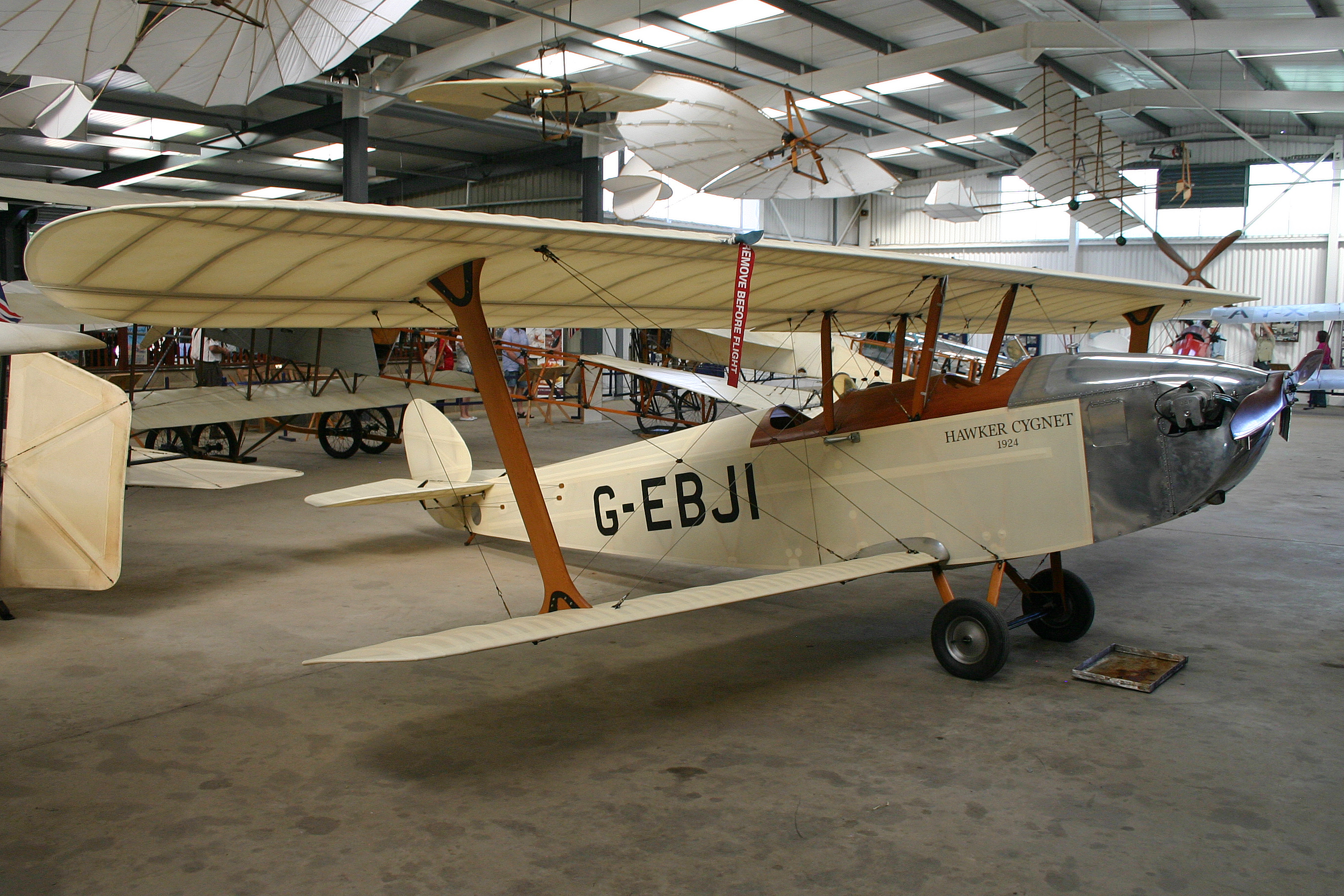
Der Nachbau G-EBJI in der Shuttleworth Collection, Old Warden

Die G-EBMB wurde bis zum Ablauf des Lufttüchtigkeitszeugnisses im März 1929 weiterhin bei Rennen eingesetzt und danach in Brooklands eingelagert und quasi vergessen. Erst Ende der 1940er-Jahre entdeckte man sie wieder und Hawker restaurierte sie. In den 1970er-Jahren erhielt das RAF-Museum in Hendon das Flugzeug als Geschenk und es konnte in der Sidney Camm Memorial Hall besichtigt werden. Heute befindet sie sich im RAF Museum Cosford. Die G-EBJH stürzte im November 1927 beim Start ab, als ein Nonstopflug von Lympne nach Bukarest versucht wurde. Ein Wiederaufbau erfolgte nicht mehr.
Anfang der 1990er-Jahre erstellte Don Cashmore einen originalgetreuen Nachbau der Cygnet, der im März 1993 zum ersten Mal flog. Als Hommage an Sidney Camm trug die Maschine anfangs das Kennzeichen G-CAMM, danach G-EBJI und ist in der Shuttleworth Collection Old Warden (Bedfordshire) ausgestellt.

## Konstruktion
Die Zellen der beiden Flugzeuge waren identisch, jedoch wurden zwei unterschiedliche Triebwerke verwendet. Es wurden sowohl das British Anzani als auch der 34 PS leistende Zwei-Zylinder-ABC-Scorpion-Motor eingesetzt.
Die Cygnet war ein einstieliger Doppeldecker mit gestaffelten Tragflächen, wobei der obere Flügel deutlich größer war. Der Rumpf war aus vier Longerons aufgebaut, die diagonal verstrebt und verspannt waren. Die Rumpfseiten und der -boden waren eben, der Oberrumpf durch Formstücke gerundet. Der Holz-Kastenholm der Tragflächen war mit Stoff umwickelt, der hintere Hilfsholm mit angeschraubten Duraluminprofilen verstärkt. Die Verbindung der beiden Tragflächen bestand aus I-Stielen. Beide Tragflächen hatten Querruder, die über die gesamte Spannweite reichten. Die Tragflächen waren an den Rumpf anklappbar. Das feste, sehr niedrige Fahrwerk besaß die damals bei Leichtflugzeugen üblichen Gummibanddämpfer und -federeinheiten. Das Pendelruder (ohne Ruderflosse) wies den gleichen Aufbau wie die Tragflächen auf.
Bei der Entwicklung wurde großer Wert auf ein möglichst geringes Gewicht gelegt, beispielsweise wurden nur wenige Metallbeschläge verwendet, sodass sich voll beladen ein Gesamtgewicht von nur 331 kg ergab.

## Technische Daten
| Kenngröße             | Daten                                                      |
| --------------------- | ---------------------------------------------------------- |
| Besatzung             | 1                                                          |
| Passagiere            | 1                                                          |
| Länge                 | 6,18 m                                                     |
| Spannweite            | 8,54 m                                                     |
| Höhe                  | 1,78 m                                                     |
| Flügelfläche          | 15,33 m²                                                   |
| Leermasse             | 169,3 kg (mit Cherub-Motor)                                |
| max. Startmasse       | 331,4 kg                                                   |
| Höchstgeschwindigkeit | 131 km/h                                                   |
| Triebwerke            | 1 × Zweizylindermotor Bristol Cherub III mit 34 PS (25 kW) |